# Václav Sýkora
Václav Sýkora (* 24. Oktober 1952 in Kladno, Tschechoslowakei) ist ein ehemaliger tschechischer Eishockeyspieler und derzeitiger -trainer, der zuletzt Assistenztrainer beim HK Sotschi aus der Kontinentalen Hockey-Liga war. Als Spieler absolvierte er über 16 Spielzeiten für seinen Heimatklub Poldi Kladno.

## Karriere als Spieler
Václav Sýkora wurde als Sohn von Vlastimil Sýkora geboren, der selbst ein vielseitiger Sportler war und den TJ SONP Kladno in der Saison 1958/59 als Trainer zum Meistertitel führte. Durch ihn kam sein Sohn Václav im Alter von 10 Jahren zum Eishockeysport. Im Alter von 17 Jahren wurde er in die Herrenmannschaft von SONP Kladno aufgenommen. Zudem nahm Václav an der U19-Junioren-Europameisterschaft 1971 teil, bei der er in fünf Spielen drei Tore erzielte.
Václav Sýkora verbrachte den Großteil seiner langen Karriere in Kladno, mit Ausnahme des Militärdienstes bei Dukla Trenčín. Für die Herrenmannschaft von Poldi Kladno absolvierte er in 16 Spielzeiten insgesamt 845 Spiele, in denen er 412 Tore erzielte. In der höchsten Spielklasse gelangen ihm 127 Tore in 446 Partien. Dabei wurde er zwischen 1975 und 1978 sowie 1980 insgesamt fünf Mal Tschechoslowakischer Meister. In den frühen 1980er Jahren war er zudem Kapitän der Mannschaft. Im Jahr 1986 zog er nach Cortina d’Ampezzo und beendete dort nach zwei Jahren bei der SG Cortina seine Spielerkarriere.
Parallel zu seiner Sportlerkarriere absolvierte er ein Studium an der Karls-Universität Prag und wurde dort nach seinem Karriereende Dozent an der Fakultät für Leibeserziehung und Sport.

## Karriere als Trainer
1989 wurde Václav Sýkora Assistenztrainer von Bohumil Prošek bei Poldi Kladno, nachdem Eduard Novák und Bedřich Brunclíkov entlassen wurden. Am Ende der Saison 1989/90 erhielt er einen Vertrag als Cheftrainer und wurde von František Kaberle senior als Assistent unterstützt. Mit Kladno erreichte er 1989 den elften, 1990 den vierten und ein Jahr später den 12. Platz in der Meisterschaft.
1991 erhielt er ein Angebot aus Finnland, SaiPa Lappeenranta zu trainieren. Aufgrund finanzieller Probleme stieg dieser am Ende der Saison 1991/92 in die zweite Spielklasse ab und Sýkora wechselte zu Lukko Rauma, mit dem er in der Saison 1993/94 den dritten Platz in der finnischen Meisterschaft erreichte. Im Januar 1996 wurde er bei Lukko entlassen und kehrte nach Tschechien zurück. Dort wurde er vor der Saison 1996/97 Assistenztrainer von Slavomír Lener beim HC Sparta Prag und erreichte mit dem Team das Playoff-Halbfinale, in dem dieses dem HC Vítkovice unterlag. In der Serie um den dritten Platz besiegte Sparta den HC Pardubice mit 6:5 und 4:1. In der folgenden Spielzeit erreichte Sparta erneut das Halbfinale der Play-offs.
Im Herbst 1998 wurde Václav Sýkora vor dem 15. Spieltag von Chemopetrol Litvínov verpflichtet, wo er bis 2001 das Amt des Cheftrainers ausübte. Dabei erreichte das Team unter seiner Führung in der Saison 1999/2000 mit dem vierten Platz die beste Platzierung. 2001 kehrte er zu Sparta Prag zurück und erreichte mit dem Team den ersten großen Erfolg seiner Trainerlaufbahn – den Gewinn der tschechischen Meisterschaft. Allerdings erhielt er nach diesem Erfolg keinen neuen Vertrag von Sparta, so dass er zunächst arbeitslos war.
2003 ging Sýkora zurück nach Finnland, wo er Cheftrainer von Ilves Tampere wurde. Im Oktober 2004 verließ er Tampere aus familiären Gründen und kehrte nach Tschechien zurück. Im Sommer 2005 wurde er erneut vom HC Litvínov verpflichtet, wo er bis zum 41. Spieltag der Saison 2006/07 unter Vertrag stand und von Petr Fiala assistiert wurde.
In der Saison 2007/08 führte er den HC Znojemští Orli als Cheftrainer, wobei er von Pavel Hynek assistiert wurde. Vor der folgenden Spielzeit erhielt er einen Vertrag beim HC Pardubice, mit dem er die Qualifikation für die Play-offs schaffte. In der Saison 2009/10 gewann er mit Pardubice seinen zweiten Meistertitel in Tschechien. Nach diesem Erfolg wurde er vom SKA Sankt Petersburg aus der KHL als Assistenztrainer von Ivo Zanatta verpflichtet, mit dem er schon in Finnland gearbeitet hatte. Zanatta wurde im Oktober 2010 entlassen und Sýkora wurde vorübergehend Cheftrainer. Ursprünglich sollte im November 2010 ein neuer Cheftrainer präsentiert werden, als der SKA aber unter Sýkoras Führung vom siebten auf den dritten Platz der KHL kletterte, erhielt er einen Vertrag bis zum Saisonende. Im Dezember des gleichen Jahres gewann er mit dem SKA den Spengler Cup.
Im April 2011 wurde er als neuer Trainer des KLH Chomutov aus der 1. Liga vorgestellt, nachdem er bei SKA durch Miloš Říha ersetzt worden war, und betreute den verein bis zum März 2012.
Anfang Oktober wurde Sýkora als neuer Cheftrainer des HC Sparta Prag vorgestellt, nachdem Richard Žemlička aufgrund einer Niederlagenserie entlassen worden war. Etwa einen Monat später tauschte Sýkora die Position mit Josef Jandač, der bis dahin den HC Lev Prag als hauptamtlicher Trainer betreut hatte.
Im Oktober 2013 wurde Kari Jalonen neuer Cheftrainer des HC Lev Prag, nachdem Václav Sýkora aus familiären Gründen gebeten hatte, von seinen Aufgaben entbunden zu werden. Sýkora blieb im Verein und war bis zum Ende der Saison 2013/14 Assistenztrainer von Jalonen.
Ab November 2014 war Sýkora als sportlicher Berater bei Sewerstal Tscherepowez angestellt, ehe er im Mai 2015 zum Cheftrainer befördert wurde. Nach schwachen Ergebnissen zu Beginn der Saison wurde er im Oktober desselben Jahres durch seinen Assistenztrainer Dmitri Juschkewitsch ersetzt.
Zwischen 2016 und 2018 war Václav Sýkora Cheftrainer beim Mountfield HK. Zur Saison 2018/19 wechselte er zum HK Sotschi in die KHL und übernahm dort das Amt des Co-Trainers von Josef Jandač.

## Erfolge und Auszeichnungen
| - 1975 Tschechoslowakischer Meister mit Poldi Kladno - 1976 Tschechoslowakischer Meister mit Poldi Kladno - 1977 Gewinn des Europapokals mit Poldi Kladno - 1977 Tschechoslowakischer Meister mit Poldi Kladno - 1978 Tschechoslowakischer Meister mit Poldi Kladno | - 1980 Tschechoslowakischer Meister mit Poldi Kladno - 2002 Tschechischer Meister mit dem HC Sparta Prag - 2010 Tschechischer Meister mit dem HC Eaton Pardubice - 2010 Trainer des Jahres in Tschechien - 2010 Spengler-Cup-Gewinn mit dem SKA Sankt Petersburg |